# Pseudonemesia tabiskey
Espèce
Pseudonemesia tabiskey est une espèce d'araignées mygalomorphes de la famille des Microstigmatidae.

## Distribution
Cette espèce est endémique de l'État de Trujillo au Venezuela,. Elle se rencontre vers Boconó à 2 510 m d'altitude.

## Description
Le mâle holotype mesure 2,73 mm et la femelle paratype 4,00 mm, les mâles mesurent de 2,73 à 4,85 mm.

## Publication originale
- Indicatti & Villareal, 2016 : Pseudonemesia tabiskey, a new species of Pseudonemesia Caporiacco 1955 and new ultramorphological data for the Microstigmatinae (Araneae: Microstigmatidae). Journal of Natural History, vol. 50, no 33/34 p. 2153-2167.